# Lijst van rijksmonumenten in Dokkum
De stad Dokkum telt 142 inschrijvingen in het rijksmonumentenregister. Hieronder een overzicht.
| Object | Oorspronkelijke functie?  | Bouwjaar | Architect                                                                       | Locatie | Coördinaten?                  | Nr.?   | Afbeelding                                                                   |
| --- | ------------------------- | --- | ------------------------------------------------------------------------------- | --- | ----------------------------- | ------ | ---------------------------------------------------------------------------- |
| Pand met klokgevel (De Iterij)                                                                                      | Werk-woonhuis             | 18e eeuw |                                                                                 | Aalsumerpoort 13                                                                                                 | 53° 19' 43" NB, 6° 0' 1" OL   | 13090  | Meer afbeeldingen                                                            |
| Laag wit dwars pand (Flexwall)                                                                                      | Werk-woonhuis             | |                                                                                 | Aalsumerpoort 17-19                                                                                              | 53° 19' 44" NB, 6° 0' 1" OL   | 13091  | Meer afbeeldingen                                                            |
| Pand onder zadeldak met gevelsteen (Alfin)                                                                          | Werk-woonhuis             | 18e eeuw |                                                                                 | Aalsumerpoort 15                                                                                                 | 53° 19' 44" NB, 6° 0' 1" OL   | 13092  | Meer afbeeldingen                                                            |
| Hoekpand met verdieping onder laag schilddak (Happy Wok)                                                            | Werk-woonhuis             | ca. 1860 |                                                                                 | Aalsumerpoort 21                                                                                                 | 53° 19' 44" NB, 6° 0' 1" OL   | 13093  | Meer afbeeldingen                                                            |
| Woonhuis onder zadeldak met geblokte kroonlijst (Makelaardij Roos)                                                  | Werk-woonhuis             | |                                                                                 | Aalsumerpoort 6                                                                                                  | 53° 19' 40" NB, 6° 0' 2" OL   | 13094  | Meer afbeeldingen                                                            |
| Pand met rechte kroonlijst (Makelaardij Roos)                                                                       | Woonhuis                  | 19e eeuw (gevel) |                                                                                 | Aalsumerpoort 8                                                                                                  | 53° 19' 41" NB, 6° 0' 3" OL   | 13095  | Meer afbeeldingen                                                            |
| Pand met trapgevel (Net Salon)                                                                                      | Woonhuis                  | midden 17e eeuw (gevel) |                                                                                 | Anjelierstraat 1                                                                                                 | 53° 19' 38" NB, 5° 59' 55" OL | 13096  | Meer afbeeldingen                                                            |
| Zeldenrust | Industrie- en poldermolen | 1862 1969 (herst.) 1999 (rest.) sinds 2010 (rest.)                                                                                |                                                                                 | Baantjebolwerk 3                                                                                                 | 53° 19' 28" NB, 5° 59' 40" OL | 13097  | Meer afbeeldingen                                                            |
| Voorm. kommieswoning                                                                                                | Werk-woonhuis             | 18e eeuw |                                                                                 | Baantjebolwerk 1                                                                                                 | 53° 19' 28" NB, 5° 59' 41" OL | 13098  | Meer afbeeldingen                                                            |
| Het Gotische Huis                                                                                                   | Woonhuis                  | late 16e eeuw |                                                                                 | Boterstraat 8 | 53° 19' 37" NB, 5° 59' 58" OL | 13099  | Meer afbeeldingen                                                            |
| Woonhuis met dwars zadeldak en gevelsteen met steigerend paard                                                      | Woonhuis                  | mog. 17e eeuw (kern) 18e eeuw (gevelsteen)                                                                                        |                                                                                 | Diepswal 33 | 53° 19' 31" NB, 6° 0' 3" OL   | 13100  | Meer afbeeldingen                                                            |
| Admiraliteitshuis, bijgebouw                                                                                        | Woonhuis                  | 1800-1850 |                                                                                 | Diepswal 27 | 53° 19' 31" NB, 6° 0' 1" OL   | 13101  | Meer afbeeldingen                                                            |
| Restaurant de Posthoorn, linkerzijde                                                                                | Woonhuis                  | |                                                                                 | Diepswal 21 | 53° 19' 31" NB, 5° 59' 58" OL | 13102  | Restaurant de Posthoorn, linkerzijde                                         |
| Hotel de Posthoorn, verenigd pand                                                                                   | Woonhuis                  | |                                                                                 | Diepswal 21 | 53° 19' 31" NB, 5° 59' 58" OL | 13103  | Meer afbeeldingen                                                            |
| Pand onder zadeldak tegen puntgevel (juwelier Wip)                                                                  | Werk-woonhuis             | |                                                                                 | Diepswal 19 | 53° 19' 31" NB, 5° 59' 57" OL | 13104  | Meer afbeeldingen                                                            |
| Pand onder zadeldak met voorschild (modehuis Visser)                                                                | Werk-woonhuis             | |                                                                                 | Diepswal 15 | 53° 19' 31" NB, 5° 59' 56" OL | 13105  | Meer afbeeldingen                                                            |
| Onderkelderd woonhuis onder zadeldak met bordes                                                                     | Werk-woonhuis             | 1860 |                                                                                 | Diepswal 13 | 53° 19' 31" NB, 5° 59' 56" OL | 13106  | Meer afbeeldingen                                                            |
| Pand onder zadeldak met voorschild (Zensa moda)                                                                     | Werk-woonhuis             | |                                                                                 | Diepswal 11 | 53° 19' 31" NB, 5° 59' 55" OL | 13107  | Meer afbeeldingen                                                            |
| Pand onder zadeldak met voorschild (Pedro-Shop)                                                                     | Werk-woonhuis             | |                                                                                 | Diepswal 7 | 53° 19' 31" NB, 5° 59' 55" OL | 13108  | Meer afbeeldingen                                                            |
| Pand onder zadeldak met voorschild                                                                                  | Werk-woonhuis             | |                                                                                 | Diepswal 5 | 53° 19' 31" NB, 5° 59' 54" OL | 13109  | Meer afbeeldingen                                                            |
| Pand van twee verdiepingen onder dwarskap tussen zijtopgevels (Galerie Jan Kooistra)                                | Woonhuis                  | |                                                                                 | Diepswal 3 | 53° 19' 31" NB, 5° 59' 54" OL | 13110  | Meer afbeeldingen                                                            |
| Hoekpand onder voor afgeschuind zadeldak (Limburgia Vlaaien)                                                        | Woonhuis                  | |                                                                                 | De Dijk 2 | 53° 19' 29" NB, 5° 59' 53" OL | 13111  | Meer afbeeldingen                                                            |
| Woonhuis met verdieping en zolderverdieping onder zadeldak en onderkelderde vleugel onder dwarsdak (Friesland Bank) | Woonhuis                  | late 18e eeuw |                                                                                 | De Dijk 4 | 53° 19' 29" NB, 5° 59' 54" OL | 13112  | Meer afbeeldingen                                                            |
| Woonhuis onder voor afgeschuind zadeldak (Rabobank)                                                                 | Woonhuis                  | 19e eeuw |                                                                                 | De Dijk 8 | 53° 19' 29" NB, 5° 59' 54" OL | 13113  | Meer afbeeldingen                                                            |
| Pand met verdieping onder schilddak (Rabobank)                                                                      | Woonhuis                  | 1800-1850 |                                                                                 | De Dijk 10 | 53° 19' 29" NB, 5° 59' 55" OL | 13114  | Meer afbeeldingen                                                            |
| Woonhuis onder zadeldak tegen klokgevel                                                                             | Woonhuis                  | 18e eeuw |                                                                                 | De Dijk 12 | 53° 19' 29" NB, 5° 59' 55" OL | 13115  | Meer afbeeldingen                                                            |
| Hoekpand onder hoog zadeldak tegen klokgevel (Eeterij de Deurbraek)                                                 | Woonhuis                  | 1762 |                                                                                 | De Dijk 14 | 53° 19' 29" NB, 5° 59' 56" OL | 13116  | Meer afbeeldingen                                                            |
| Pand onder voor afgeschuind zadeldak met stoephekwerk                                                               | Woonhuis                  | 1857 |                                                                                 | De Dijk 16 | 53° 19' 29" NB, 5° 59' 57" OL | 13117  | Meer afbeeldingen                                                            |
| Waag | Handel en kantoor         | 1752 (herb.) | waarsch. S. Nooteboom                                                           | Grote Breedstraat 1                                                                                              | 53° 19' 34" NB, 5° 59' 59" OL | 13118  | Meer afbeeldingen                                                            |
| Pand onder hoog dak samen met nr. 33 (Echte bakker de Jong)                                                         | Werk-woonhuis             | mog. 16e eeuw (kern) |                                                                                 | Grote Breedstraat 35                                                                                             | 53° 19' 38" NB, 5° 59' 59" OL | 13119  | Meer afbeeldingen                                                            |
| Pand onder zadeldak met voorschild (Rose Bijoux)                                                                    | Werk-woonhuis             | |                                                                                 | Grote Breedstraat 46                                                                                             | 53° 19' 38" NB, 6° 0' 1" OL   | 13120  | Meer afbeeldingen                                                            |
| Oude zoutziederij (linkerdeel)                                                                                      | Woonhuis                  | 1739 |                                                                                 | Halvemaanspoort 15                                                                                               | 53° 19' 33" NB, 6° 0' 7" OL   | 13121  | Oude zoutziederij (linkerdeel)                                               |
| Oude zoutziederij (rechterdeel)                                                                                     | Woonhuis                  | 1739 |                                                                                 | Halvemaanspoort 17                                                                                               | 53° 19' 33" NB, 6° 0' 7" OL   | 13122  | Meer afbeeldingen                                                            |
| Woonhuis met verdieping (Bed & Breakfast Teuntje)                                                                   | Woonhuis                  | ca. 1860 (gevel) |                                                                                 | Halvemaanspoort 1                                                                                                | 53° 19' 33" NB, 6° 0' 5" OL   | 13123  | Meer afbeeldingen                                                            |
| Zes traveeën breed bepleisterd pand met hoge verdieping onder laag schilddak                                        | Woonhuis                  | ca. 1840 |                                                                                 | Hanspoort 1 | 53° 19' 36" NB, 5° 59' 42" OL | 13124  | Zes traveeën breed bepleisterd pand met hoge verdieping onder laag schilddak |
| Vijf traveeën breed pand onder schilddak (notariskantoor Hellema)                                                   | Woonhuis                  | 18e eeuw |                                                                                 | Hogepol 18 | 53° 19' 36" NB, 5° 59' 47" OL | 13125  | Meer afbeeldingen                                                            |
| Pandje onder zadeldak tegen gepleisterde klokgevel                                                                  | Woonhuis                  | 18e eeuw |                                                                                 | Hogepol 20 | 53° 19' 36" NB, 5° 59' 46" OL | 13126  | Meer afbeeldingen                                                            |
| Woonhuis met verdieping onder zadeldak tegen topgevel                                                               | Werk-woonhuis             | |                                                                                 | Hoogstraat 29 | 53° 19' 35" NB, 5° 59' 52" OL | 13127  | Meer afbeeldingen                                                            |
| Pand onder voor afgeschuind zadeldak                                                                                | Werk-woonhuis             | |                                                                                 | Hoogstraat 30 | 53° 19' 35" NB, 5° 59' 54" OL | 13128  | Meer afbeeldingen                                                            |
| Woonhuis onder zadeldak met voorschild (Jensen Family Shop)                                                         | Werk-woonhuis             | |                                                                                 | Hoogstraat 28 | 53° 19' 35" NB, 5° 59' 54" OL | 13130  | Meer afbeeldingen                                                            |
| Woning onder zadeldak tussen topgevels                                                                              | Woonhuis                  | ca. 1620 |                                                                                 | Kereweer 5 | 53° 19' 41" NB, 6° 0' 5" OL   | 13131  | Meer afbeeldingen                                                            |
| Witgepleisterd woonhuis onder laag zadeldak (Audiocom)                                                              | Werk-woonhuis             | |                                                                                 | Keppelstraat 15                                                                                                  | 53° 19' 28" NB, 5° 59' 58" OL | 13132  | Meer afbeeldingen                                                            |
| Witgepleisterd woonhuis met topschoorsteen (Audiocom)                                                               | Werk-woonhuis             | |                                                                                 | Keppelstraat 13                                                                                                  | 53° 19' 28" NB, 5° 59' 58" OL | 13133  | Meer afbeeldingen                                                            |
| Kollumer Veerhuis                                                                                                   | Werk-woonhuis             | midden 17e eeuw (gevel) |                                                                                 | Keppelstraat 40                                                                                                  | 53° 19' 26" NB, 5° 59' 57" OL | 13134  | Meer afbeeldingen                                                            |
| Hoekpand met verdieping onder zadeldak met voorschild (Linnen en buiten)                                            | Werk-woonhuis             | 1564 |                                                                                 | Kerkstraat 2 | 53° 19' 35" NB, 5° 59' 53" OL | 13135  | Hoekpand met verdieping onder zadeldak met voorschild (Linnen en buiten)     |
| Vijf traveeën breed witgepleisterd hoekpand onder schilddak (Bergsma)                                               | Werk-woonhuis             | 1800-1850 |                                                                                 | Kleine Breedstraat 2                                                                                             | 53° 19' 31" NB, 5° 59' 59" OL | 13136  | Meer afbeeldingen                                                            |
| Pand onder zadeldak tegen halsgevel (Drogisterij Werkman)                                                           | Werk-woonhuis             | 1750 (gevel) |                                                                                 | Kleine Breedstraat 3                                                                                             | 53° 19' 32" NB, 5° 59' 58" OL | 13137  | Meer afbeeldingen                                                            |
| Zes traveeën breed pand waarvan vier onder zadeldak (By Frank)                                                      | Werk-woonhuis             | 1800-1850 |                                                                                 | Kleine Oosterstraat 6-10                                                                                         | 53° 19' 34" NB, 6° 0' 2" OL   | 13138  | Meer afbeeldingen                                                            |
| Sint-Bonifatiuskerk                                                                                                 | Kerk en kerkonderdeel     | 1869 1878 (toren) 1974-'75 (rest.) 1981-'82 (rest.)                                                                               | P.J.H. Cuypers                                                                  | Koningstraat 26                                                                                                  | 53° 19' 34" NB, 5° 59' 51" OL | 13139  | Meer afbeeldingen                                                            |
| Hoekpand met verdieping onder zadeldak (Primajob uitzendbureau)                                                     | Werk-woonhuis             | 18e eeuw (gevel) |                                                                                 | Oranjewal 2 | 53° 19' 39" NB, 5° 59' 59" OL | 13140  | Hoekpand met verdieping onder zadeldak (Primajob uitzendbureau)              |
| Hoekpand met omlijste ingang met Ionische pilasters (Aperto Bodyfashion)                                            | Woonhuis                  | |                                                                                 | Koornmarkt 16 | 53° 19' 39" NB, 6° 0' 2" OL   | 13141  | Meer afbeeldingen                                                            |
| Pand onder zadeldak tegen puntgevels                                                                                | Werk-woonhuis             | ca. 1880 |                                                                                 | Lange Oosterstraat 6                                                                                             | 53° 19' 31" NB, 5° 59' 60" OL | 13142  | Meer afbeeldingen                                                            |
| Gepleisterd pand onder zadeldak (restaurant O Live)                                                                 | Werk-woonhuis             | |                                                                                 | Lange Oosterstraat 8                                                                                             | 53° 19' 32" NB, 6° 0' 0" OL   | 13143  | Meer afbeeldingen                                                            |
| Admiraliteitshuis, hoofdgebouw (Streekmuseum)                                                                       | Bestuursgebouw en onderdl | 1618 1961-'63 (rest.) | J. Zuidema en A. Baart jr. (1961-'63)                                           | Schoolsteeg 1 | 53° 19' 31" NB, 6° 0' 1" OL   | 13144  | Meer afbeeldingen                                                            |
| Tot pakhuis verbouwd pand (Harms)                                                                                   | Werk-woonhuis             | |                                                                                 | Diepswal 17 | 53° 19' 31" NB, 5° 59' 57" OL | 13145  | Meer afbeeldingen                                                            |
| Witgepleisterd hoekpand aan het water                                                                               | Woonhuis                  | 16e eeuw (kern) |                                                                                 | Legeweg 1 | 53° 19' 30" NB, 5° 59' 44" OL | 13146  | Meer afbeeldingen                                                            |
| Witgepleisterd pand met verdieping onder zadeldak tegen puntgevel                                                   | Woonhuis                  | |                                                                                 | Legeweg 1a | 53° 19' 30" NB, 5° 59' 45" OL | 13147  | Meer afbeeldingen                                                            |
| Wit pandje aan de Turfmarkt                                                                                         | Onderdeel woningen e.d.   | 16e eeuw (kern) |                                                                                 | Legeweg 2 | 53° 19' 30" NB, 5° 59' 46" OL | 13148  | Meer afbeeldingen                                                            |
| Vier traveeën breed hoekpand onder voor afgeschuind zadeldak                                                        | Woonhuis                  | |                                                                                 | Legeweg 41 | 53° 19' 35" NB, 5° 59' 45" OL | 13149  | Meer afbeeldingen                                                            |
| Pand met verdieping, zolder- en vlieringverdieping tegen puntgevel                                                  | Bedrijfs-,fabriekswoning  | 18e eeuw |                                                                                 | Legeweg 23 | 53° 19' 33" NB, 5° 59' 45" OL | 13150  | Meer afbeeldingen                                                            |
| Pand met verdieping en omlijste dakkapel                                                                            | Woonhuis                  | ca. 1865 |                                                                                 | Legeweg 21 | 53° 19' 33" NB, 5° 59' 45" OL | 13151  | Meer afbeeldingen                                                            |
| Hoekpand onder zadeldak tegen topgevel (De Koffiebranderij)                                                         | Industrie                 | 1782 |                                                                                 | Legeweg 5 | 53° 19' 31" NB, 5° 59' 45" OL | 13152  | Meer afbeeldingen                                                            |
| Verenigde christelijke kerk (Doopsgezinde en Remonstrantse Kerk)                                                    | Kerk en kerkonderdeel     | 1852 1973 (rest.) | Th.A. Romein                                                                    | Legeweg 14 | 53° 19' 32" NB, 5° 59' 46" OL | 13153  | Meer afbeeldingen                                                            |
| Neoclassicistisch herenhuis (voorm. pastorie)                                                                       | Woonhuis                  | 1876 |                                                                                 | Legeweg 32 | 53° 19' 35" NB, 5° 59' 47" OL | 13154  | Meer afbeeldingen                                                            |
| Grote of Sint-Martinuskerk                                                                                          | Kerk en kerkonderdeel     | 1425-1450 (koor) 1588-'93 (uitbr.) 1856-'57 (verb.) 1965-'69 (rest.)                                                              | J.I. Douma (1856-'57) P. Niesten (1965-'69)                                     | Markt 2 | 53° 19' 36" NB, 5° 59' 54" OL | 13155  | Meer afbeeldingen                                                            |
| Oudeliedenhuis (St.-Laurentiusgasthuis)                                                                             | Sociale zorg, liefdadigh. | 1839 1880 (uitbr.) 1983 (rest.)                                                                                                   |                                                                                 | Markt 24-28 | 53° 19' 38" NB, 5° 59' 51" OL | 13156  | Meer afbeeldingen                                                            |
| Voorm. weeshuis (Hotel de Abdij)                                                                                    | Sociale zorg, liefdadigh. | 1610 (oorspr.) 1854 (herb.) |                                                                                 | Markt 30a | 53° 19' 37" NB, 5° 59' 50" OL | 13157  | Meer afbeeldingen                                                            |
| Achtergevel aan Turfmarkt                                                                                           | Onderdeel woningen e.d.   | |                                                                                 | Nauwstraat 17 | 53° 19' 30" NB, 5° 59' 46" OL | 13158  | Meer afbeeldingen                                                            |
| Witgepleisterde achtergevel met balkon aan Turfmarkt                                                                | Onderdeel woningen e.d.   | |                                                                                 | Nauwstraat 15 | 53° 19' 30" NB, 5° 59' 46" OL | 13159  | Meer afbeeldingen                                                            |
| Achtergevel met puntgevel en balkon aan Turfmarkt                                                                   | Onderdeel woningen e.d.   | |                                                                                 | Nauwstraat 13 | 53° 19' 30" NB, 5° 59' 46" OL | 13160  | Meer afbeeldingen                                                            |
| Achtergevel met puntgevel aan Turfmarkt                                                                             | Onderdeel woningen e.d.   | |                                                                                 | Nauwstraat 11 | 53° 19' 30" NB, 5° 59' 47" OL | 13161  | Meer afbeeldingen                                                            |
| Achtergevel met zesruitsvensters aan Turfmarkt                                                                      | Onderdeel woningen e.d.   | |                                                                                 | Nauwstraat 7 | 53° 19' 30" NB, 5° 59' 47" OL | 13162  | Meer afbeeldingen                                                            |
| Achtergevel met twee verdiepingen aan Turfmarkt                                                                     | Onderdeel woningen e.d.   | |                                                                                 | Nauwstraat 5 | 53° 19' 30" NB, 5° 59' 47" OL | 13163  | Meer afbeeldingen                                                            |
| Wit gepleisterde achtergevel aan Turfmarkt                                                                          | Onderdeel woningen e.d.   | |                                                                                 | Nauwstraat 3/Turfmarkt 3                                                                                         | 53° 19' 30" NB, 5° 59' 48" OL | 13164  | Meer afbeeldingen                                                            |
| Wit gepleisterde achtergevel met puntgevel aan Turfmarkt                                                            | Onderdeel woningen e.d.   | |                                                                                 | Nauwstraat 1 | 53° 19' 30" NB, 5° 59' 48" OL | 13165  | Meer afbeeldingen                                                            |
| Noorderverlaat | Waterkering en -doorlaat  | 1876 1914 (rest.) 1939 (renov.)                                                                                                   |                                                                                 | bij Rondweg-Noord 20                                                                                             | 53° 19' 44" NB, 5° 59' 47" OL | 13166  | Meer afbeeldingen                                                            |
| De IJsherberg | Horeca                    | mog. late 18e eeuw 19e eeuw (huidige vorm)                                                                                        |                                                                                 | Harddraversdijk 1                                                                                                | 53° 19' 34" NB, 6° 0' 13" OL  | 13167  | Meer afbeeldingen                                                            |
| Pand met verdieping en dwars zadeldak tussen puntgevels                                                             | Woonhuis                  | 1800-1850 |                                                                                 | Op de Fetze 8 | 53° 19' 37" NB, 5° 59' 56" OL | 13168  | Meer afbeeldingen                                                            |
| Grote of Sint-Martinuskerk, consistorie                                                                             | Kerk en kerkonderdeel     | 1734 |                                                                                 | Op de Fetze 1a                                                                                                   | 53° 19' 36" NB, 5° 59' 55" OL | 13169  | Grote of Sint-Martinuskerk, consistorie                                      |
| Pand zonder verdieping onder zadeldak tegen topgevels                                                               | Woonhuis                  | |                                                                                 | Kleine Oosterstraat 18                                                                                           | 53° 19' 34" NB, 6° 0' 4" OL   | 13170  | Meer afbeeldingen                                                            |
| Noorderverlaat, sluiswachterswoning                                                                                 | Dienstwoning              | 1876 |                                                                                 | Rondweg-Noord 20                                                                                                 | 53° 19' 43" NB, 5° 59' 47" OL | 13171  | Meer afbeeldingen                                                            |
| Oostervallaat | Waterkering en -doorlaat  | 1862 1969 (rest.) |                                                                                 | bij Schapedijkje 17                                                                                              | 53° 19' 44" NB, 6° 0' 25" OL  | 13172  | Meer afbeeldingen                                                            |
| Pand met halsgevel en gevelsteen met vergulde klok                                                                  | Woonhuis                  | 1758 |                                                                                 | Stenendam 1 | 53° 19' 27" NB, 5° 59' 53" OL | 13173  | Meer afbeeldingen                                                            |
| Pand onder voor afgeschuind zadeldak                                                                                | Bedrijfs-,fabriekswoning  | ca. 1870 |                                                                                 | Suupmarkt 2 | 53° 19' 31" NB, 5° 59' 51" OL | 13174  | Meer afbeeldingen                                                            |
| Pand met afgeschuind zadeldak en kroonlijst met fronton                                                             | Woonhuis                  | |                                                                                 | Suupmarkt 8 | 53° 19' 31" NB, 5° 59' 50" OL | 13175  | Meer afbeeldingen                                                            |
| Pand onder voor afgeschuind zadeldak                                                                                | Werk-woonhuis             | |                                                                                 | Suupmarkt 10-12                                                                                                  | 53° 19' 31" NB, 5° 59' 50" OL | 13176  | Meer afbeeldingen                                                            |
| Pand met verdieping en zesruitsvensters onder voor afgeschuind zadeldak                                             | Woonhuis                  | |                                                                                 | Vlasstraat 16 | 53° 19' 28" NB, 5° 59' 52" OL | 13177  | Meer afbeeldingen                                                            |
| Pand met verdieping en negenruitsvenster onder zadeldak tegen klokgevel                                             | Woonhuis                  | 18e eeuw (gevel) |                                                                                 | Vlasstraat 5 | 53° 19' 29" NB, 5° 59' 53" OL | 13178  | Meer afbeeldingen                                                            |
| Laag pand met vijftienruitsvensters onder zadeldak tegen klokgevel                                                  | Woonhuis                  | |                                                                                 | Vleesmarkt 37 | 53° 19' 28" NB, 5° 59' 45" OL | 13179  | Meer afbeeldingen                                                            |
| Woonhuis met verdieping, afgeschuind zadeldak en zesruitsvensters                                                   | Woonhuis                  | |                                                                                 | Vleesmarkt 35 | 53° 19' 29" NB, 5° 59' 45" OL | 13180  | Meer afbeeldingen                                                            |
| De Gouden Hand (voorm. bierbrouwerij)                                                                               | Woonhuis                  | 1743 |                                                                                 | Vleesmarkt 33 | 53° 19' 28" NB, 5° 59' 45" OL | 13181  | Meer afbeeldingen                                                            |
| Pand met verdieping, zolder-, vlieringverdieping en negenruitsvensters (Dockum Stoffenhuys)                         | Werk-woonhuis             | |                                                                                 | Waagstraat 20 | 53° 19' 33" NB, 5° 59' 58" OL | 13182  | Meer afbeeldingen                                                            |
| Pand onder laag schilddak met Dorisch drielicht                                                                     | Woonhuis                  | ca. 1840 |                                                                                 | Westersingel 35                                                                                                  | 53° 19' 36" NB, 5° 59' 43" OL | 13183  | Meer afbeeldingen                                                            |
| Pakhuis de Nijverheid                                                                                               | Woonhuis                  | |                                                                                 | Zuiderbolwerk 59                                                                                                 | 53° 19' 27" NB, 6° 0' 1" OL   | 13184  | Meer afbeeldingen                                                            |
| Brugwachtershuis | Dienstwoning              | 1834 |                                                                                 | Zuiderbolwerk 51                                                                                                 | 53° 19' 26" NB, 5° 59' 59" OL | 13185  | Meer afbeeldingen                                                            |
| De Hoop | Industrie- en poldermolen | 1849 1999 (rest.) | G.P. de Boer                                                                    | Zuiderbolwerk 2                                                                                                  | 53° 19' 22" NB, 5° 59' 53" OL | 13186  | Meer afbeeldingen                                                            |
| Stadhuis | Bestuursgebouw en onderdl | vroege 16e eeuw 1608-'10 (verb.) 1717 (herst. toren) 1761-'63 (vleugel) 1835 (verb.) 1939-'41 (rest.) 1967, 1983 en 1987 (uitbr.) | J. Lous J. Nooteboom (1761-'63) mog. A. Tjaarda (1835) J.J.M. Vegter (1939-'41) | De Zijl 2 | 53° 19' 31" NB, 5° 59' 52" OL | 13187  | Meer afbeeldingen                                                            |
| Woonhuis met verdieping, zolder- en vlieringverdieping tegen trapgevel                                              | Woonhuis                  | 1622 |                                                                                 | De Zijl 5 | 53° 19' 29" NB, 5° 59' 52" OL | 13188  | Meer afbeeldingen                                                            |
| Woonhuis met verdieping, zolder- en vlieringverdieping tegen puntgevel                                              | Woonhuis                  | 1622 |                                                                                 | De Zijl 3 | 53° 19' 29" NB, 5° 59' 52" OL | 13189  | Meer afbeeldingen                                                            |
| Het Blokhuis | Werk-woonhuis             | 1622 1860 (pui) |                                                                                 | De Zijl 1 | 53° 19' 29" NB, 5° 59' 53" OL | 13190  | Meer afbeeldingen                                                            |
| Fetzepomp | Gedenkteken               | 1712 |                                                                                 | hoek Boterstraat-Op de Fetze                                                                                     | 53° 19' 37" NB, 5° 59' 53" OL | 13191  | Meer afbeeldingen                                                            |
| Bonifatiuspomp | Gedenkteken               | 1884 |                                                                                 | hoek Bronlaan-Stroobosserweg                                                                                     | 53° 19' 22" NB, 6° 0' 9" OL   | 13192  | Meer afbeeldingen                                                            |
| Kaden en muren van het Grootdiep en het Kleindiep                                                                   | Waterweg, werf en haven   | 1583 1757 (renov.) |                                                                                 | Vleesmarkt-Diepswal                                                                                              | 53° 19' 30" NB, 5° 59' 52" OL | 13193  | Meer afbeeldingen                                                            |
| Overblijfselen van bastion I                                                                                        | Omwalling                 | 1582-1590 |                                                                                 | bij Karrepad 16                                                                                                  | 53° 19' 42" NB, 5° 59' 53" OL | 13194  | Overblijfselen van bastion I                                                 |
| Overblijfselen van bastion V                                                                                        | Omwalling                 | 1582-1590 |                                                                                 | bij Zuiderbolwerk 117                                                                                            | 53° 19' 32" NB, 6° 0' 8" OL   | 13195  | Upload foto                                                                  |
| Overblijfselen van bastion III                                                                                      | Omwalling                 | 1582-1590 |                                                                                 | bij Baantjebolwerk 3                                                                                             | 53° 19' 28" NB, 5° 59' 41" OL | 13196  | Overblijfselen van bastion III                                               |
| Overblijfselen van vestingwallen, grachten en bastions                                                              | Omwalling                 | 1582-1590 |                                                                                 | rondom de binnenstad                                                                                             | 53° 19' 32" NB, 6° 0' 8" OL   | 13197  | Overblijfselen van vestingwallen, grachten en bastions                       |
| Binnengracht | Gracht                    | |                                                                                 | | 53° 19' 32" NB, 6° 0' 8" OL   | 13198  | Binnengracht                                                                 |
| Stadsgracht | Gracht                    | |                                                                                 | | 53° 19' 32" NB, 6° 0' 8" OL   | 13199  | Meer afbeeldingen                                                            |
| 't Nauw (binnengracht)                                                                                              | Gracht                    | |                                                                                 | Wortelhaven-Kereweer                                                                                             | 53° 19' 40" NB, 6° 0' 4" OL   | 13200  | Meer afbeeldingen                                                            |
| Voorm. stins (Sjuckmahûs)                                                                                           | Archeologisch monument    | 13e-16e eeuw |                                                                                 | Tichelwei 31 (Oostrum)                                                                                           | 53° 19' 43" NB, 6° 1' 42" OL  | 45880  | Upload foto                                                                  |
| Bastion I met gracht                                                                                                | Fort, vesting en -onderdl | 1582-1590 |                                                                                 | bij Karrepad 16                                                                                                  | 53° 19' 42" NB, 5° 59' 51" OL | 470643 | Upload foto                                                                  |
| Parksterbolwerk (courtine I-II met gracht)                                                                          | Omwalling                 | 1582-1590 |                                                                                 | Parksterbolwerk                                                                                                  | 53° 19' 40" NB, 5° 59' 46" OL | 470644 | Parksterbolwerk (courtine I-II met gracht)                                   |
| Bastion II met gracht                                                                                               | Fort, vesting en -onderdl | 1582-1590 |                                                                                 | t.h.v. Parksterbolwerk 35                                                                                        | 53° 19' 38" NB, 5° 59' 40" OL | 470645 | Meer afbeeldingen                                                            |
| Westerbolwerk (courtine II-III met gracht)                                                                          | Omwalling                 | 1582-1590 |                                                                                 | Westerbolwerk | 53° 19' 33" NB, 5° 59' 41" OL | 470646 | Meer afbeeldingen                                                            |
| Bastion III met gracht                                                                                              | Fort, vesting en -onderdl | 1582-1590 |                                                                                 | t.h.v. Baantjebolwerk 3                                                                                          | 53° 19' 28" NB, 5° 59' 41" OL | 470647 | Bastion III met gracht                                                       |
| Baantjebolwerk (Courtine III-IV met gracht)                                                                         | Omwalling                 | 1582-1590 |                                                                                 | Baantjebolwerk                                                                                                   | 53° 19' 24" NB, 5° 59' 56" OL | 470648 | Meer afbeeldingen                                                            |
| Bastion IV met gracht                                                                                               | Fort, vesting en -onderdl | 1582-1590 |                                                                                 | t.h.v. Zuiderbolwerk 2                                                                                           | 53° 19' 24" NB, 5° 59' 56" OL | 470649 | Bastion IV met gracht                                                        |
| Zuiderbolwerk (courtine IV-V met gracht)                                                                            | Omwalling                 | 1582-1590 |                                                                                 | Zuiderbolwerk | 53° 19' 24" NB, 5° 59' 56" OL | 470650 | Meer afbeeldingen                                                            |
| Bastion V met gracht                                                                                                | Fort, vesting en -onderdl | 1582-1590 |                                                                                 | bij Zuiderbolwerk 117                                                                                            | 53° 19' 29" NB, 6° 0' 5" OL   | 470651 | Upload foto                                                                  |
| Oosterbolwerk (courtine V-VI met gracht)                                                                            | Omwalling                 | 1582-1590 |                                                                                 | Oosterbolwerk | 53° 19' 35" NB, 6° 0' 10" OL  | 470652 | Upload foto                                                                  |
| Bastion VI met gracht                                                                                               | Fort, vesting en -onderdl | 1582-1590 |                                                                                 | t.h.v. Noorderbolwerk 14                                                                                         | 53° 19' 44" NB, 6° 0' 3" OL   | 470653 | Upload foto                                                                  |
| Noorderbolwerk (courtine VI-I met gracht)                                                                           | Omwalling                 | 1582-1590 |                                                                                 | Noorderbolwerk                                                                                                   | 53° 19' 44" NB, 6° 0' 3" OL   | 470654 | Meer afbeeldingen                                                            |
| Terp Betterwird | Archeologisch monument    | |                                                                                 | t.h.v. Fortuinweg 23                                                                                             | 53° 19' 50" NB, 5° 58' 57" OL | 47512  | Upload foto                                                                  |
| Trije Terpen | Archeologisch monument    | Laat-Romeinse tijd |                                                                                 | ten oosten van het Geestmermeer                                                                                  | 53° 18' 54" NB, 5° 58' 51" OL | 47513  | Upload foto                                                                  |
| Terp en overblijfselen Norbertijnenklooster                                                                         | Archeologisch monument    | 8e eeuw 12e eeuw (kloosterresten)                                                                                                 |                                                                                 | Markt | 53° 19' 37" NB, 5° 59' 53" OL | 47514  | Upload foto                                                                  |
| Woonhuizen in expressionistische stijl (Woningtype A)                                                               | Woonhuis                  | 1921 | W.K. de Wijs                                                                    | Bonifaciusplein 19-21-23-25 Bonifaciusplein 27-29-31-33 Bonifaciusplein 35-37-39-41                              | 53° 19' 21" NB, 5° 59' 59" OL | 507087 | Woonhuizen in expressionistische stijl (Woningtype A)                        |
| Woonhuizen in expressionistische stijl (Woningtype B)                                                               | Woonhuis                  | 1921 | W.K. de Wijs                                                                    | Woudweg 30-32 Woudweg 34-36                                                                                      | 53° 19' 20" NB, 6° 0' 3" OL   | 507088 | Woonhuizen in expressionistische stijl (Woningtype B)                        |
| Woonhuizen in expressionistische stijl (Woningtype C)                                                               | Woonhuis                  | 1921 | W.K. de Wijs                                                                    | Bonifaciusplein 1-3 Bonifaciusplein 11-13-15-17 Bonifaciusplein 12-14-16 Woudweg 22-24-26-28 Woudweg 38-40-42-44 | 53° 19' 19" NB, 6° 0' 3" OL   | 507089 | Woonhuizen in expressionistische stijl (Woningtype C)                        |
| Twee blokken van drie woonhuizen in expressionistische stijl                                                        | Woonhuis                  | 1921 | W.K. de Wijs                                                                    | Bonifaciusplein 5-7-9 Bonifaciusplein 6-8-10                                                                     | 53° 19' 20" NB, 6° 0' 1" OL   | 507090 | Twee blokken van drie woonhuizen in expressionistische stijl                 |
| Woonhuizen in expressionistische stijl (Woningtype A, subtype)                                                      | Woonhuis                  | 1921 | W.K. de Wijs                                                                    | Bonifaciusplein 2-4 Bonifaciusplein 43-45                                                                        | 53° 19' 20" NB, 6° 0' 2" OL   | 507091 | Woonhuizen in expressionistische stijl (Woningtype A, subtype)               |
| Bonifatiuspark met toegangshek                                                                                      | Tuin, park en plantsoen   | 1925 (park) 1934 (hek) 1949 (bidkapellen) 1993 (rest. park)                                                                       | W. te Riele J. Maris (1949) Grontmij (1993)                                     | bij Bronlaan 12                                                                                                  | 53° 19' 20" NB, 6° 0' 14" OL  | 507093 | Meer afbeeldingen                                                            |
| Bonifatiuskapel | Kapel                     | 1934 1987 (verb. ingang) | H.W. Valk                                                                       | Bronlaan 12 | 53° 19' 20" NB, 6° 0' 15" OL  | 507094 | Meer afbeeldingen                                                            |
| Rijzig herenhuis | Woonhuis                  | 1830 1861 (werkplaats) 1883 (verb.) 1906 (verb.) 1976 (verb.)                                                                     | B.S. Adema (1976)                                                               | Oostersingel 40                                                                                                  | 53° 19' 39" NB, 6° 0' 4" OL   | 507099 | Rijzig herenhuis                                                             |
| Woonhuis in eclectische stijl met neorenaissance-elementen                                                          | Woonhuis                  | 1895 1940 (verb.) | A.T. van Veen                                                                   | Oostersingel 42                                                                                                  | 53° 19' 39" NB, 6° 0' 4" OL   | 507100 | Woonhuis in eclectische stijl met neorenaissance-elementen                   |
| Woonhuis in overgangsarchitectuur                                                                                   | Woonhuis                  | 1907 | J. Timmerman Pzn.                                                               | Oranjewal 20 | 53° 19' 41" NB, 5° 59' 57" OL | 507101 | Woonhuis in overgangsarchitectuur                                            |
| Rijk geornamenteerd dubbel woonhuis met hekwerk                                                                     | Woonhuis                  | 1909 |                                                                                 | Stationsweg 18-20                                                                                                | 53° 19' 45" NB, 6° 0' 8" OL   | 507102 | Meer afbeeldingen                                                            |
| Rijk geornamenteerd woonhuis                                                                                        | Woonhuis                  | 1900-1910 |                                                                                 | Stationsweg 29                                                                                                   | 53° 19' 47" NB, 6° 0' 14" OL  | 507103 | Rijk geornamenteerd woonhuis                                                 |
| Woonhuis in overgangsarchitectuur met hek en brugbalustrade                                                         | Woonhuis                  | 1905-'06 1977 (verb.) | verm. A. Velding B.S. Adema (1977)                                              | Strobosserweg 11                                                                                                 | 53° 19' 26" NB, 6° 0' 6" OL   | 507104 | Meer afbeeldingen                                                            |
| Zeldenrust, voorm. dubbele molenaarswoning                                                                          | Woonhuis                  | 1891 | W.G. van der Meer                                                               | Vleesmarkt 51-53                                                                                                 | 53° 19' 29" NB, 5° 59' 42" OL | 507105 | Zeldenrust, voorm. dubbele molenaarswoning                                   |
| Villa Zonneheuvel                                                                                                   | Woonhuis                  | 1933 | Tj. Venstra Ozn.                                                                | Zuiderbolwerk 99                                                                                                 | 53° 19' 30" NB, 6° 0' 6" OL   | 507106 | Villa Zonneheuvel                                                            |
| Oostervallaat, ophaalbrug                                                                                           | Brug                      | 1910 |                                                                                 | bij Schapedijkje 17                                                                                              | 53° 19' 44" NB, 6° 0' 26" OL  | 507107 | Meer afbeeldingen                                                            |
| Watertoren | Nutsbedrijf               | 1957 | J.J.M. Vegter                                                                   | Mockamastrjitte 33                                                                                               | 53° 19' 40" NB, 5° 59' 23" OL | 530878 | Meer afbeeldingen                                                            |